# Lars Boele
Lars Boele (Dordrecht, 22 november 1987) is een Nederlands radio-dj. 

## Levensloop

### Opleiding
Boele werd geboren in Dordrecht. Na afronding van het Stedelijk Dalton Lyceum studeerde hij elektrotechniek aan de Hogeschool Rotterdam. Tijdens de studie was Boele regelmatig te horen bij Radio Hoeksche Waard en later bij Drechtstad FM.

### Carrière
In 2013 deed hij mee aan het interne opleidingstraject Q-college van de Nederlandse radiozender Qmusic, waar hij eindigde als tweede. Daarna kreeg hij een programma in de nachtelijke uren en werd al snel vaste invaller voor het middagprogramma. Vanaf 2015 presenteerde Boele het middagprogramma in het weekend.
Van januari 2017 t/m oktober 2018 presenteerde Boele het ochtendprogramma van 6.00 tot 10.00 uur op 100% NL.
In de zomer van 2019 keerde Boele terug bij Qmusic al invaller. Sinds september 2022 heeft hij weer een vast weekendprogramma van 18:00 tot 21:00 uur. Dit maakte hij tot eind 2023, want sinds 2 januari 2024 presenteert Lars Boele een programma van 22.00 tot 1.00. 
Van 2020 tot 2023 presenteerde hij een programma op Jumbo Radio. Hier stopte Boele mee, omdat dit met zijn werkzaamheden bij Qmusic niet te combineren was. 
Op radiozender JOE presenteerde Boele van vrijdag 1 september 2023 tot en met vrijdag 17 november 2023 de allereerste JOE middagshow.

### Films
- 2017: Sinterklaas & Het Gouden Hoefijzer - DJ 100% NL (als zichzelf)[4]